# Astragalus luxurians
Astragalus luxurians är en ärtväxtart som beskrevs av Aleksandr Andrejevitj Bunge. Astragalus luxurians ingår i släktet vedlar, och familjen ärtväxter. Inga underarter finns listade i Catalogue of Life.